# Parham Maghsoodloo
Parham Maghsoodloo ou Maghsoudlou (persan : پرهام مقصودلو) est un joueur d'échecs iranien né le 11 août 2000. Grand maître international depuis 2016, il a remporté le championnat iranien en 2017 et 2018 et le championnat du monde d'échecs junior en 2018.
Au 1er janvier 2021, il est le numéro un iranien et le 61e joueur mondial avec un classement Elo de 2 676 points.

## Carrière aux échecs
En 2016, il fut deuxième ex æquo du championnat d'Iran d'échecs et onzième du championnat du monde d'échecs junior remporté par Jeffery Xiong.
Il remporte le championnat iranien à  trois reprises, en 2017, 2018 et 2021.
Il remporte l'Open de Reykjavik en 2025.

### Champion du monde junior
En 2018, il remporte le championnat du monde d'échecs junior (moins de 20 ans), ce qui le qualifie pour la Coupe du monde d'échecs 2019.

### Coupes du monde
En 2015, Parham Maghsoodloo finit sixième du championnat d'Asie d'échecs, ce qui le qualifiait pour la coupe du monde d'échecs 2015 où il fut éliminé au premier tour par Wesley So.
Lors de la Coupe du monde d'échecs 2021, il fut exempt au premier tour du fait de son classement Elo, puis fut éliminé au deuxième tour par Kiril Georgiev.
| Année | Lieu            | Résultat       | Ultime adversaire  | Adversaires battus                    |
| ----- | --------------- | -------------- | ------------------ | ------------------------------------- |
| 2015  | Bakou           | premier tour   | Wesley So          |                                       |
| 2019  | Khanty-Mansiïsk | deuxième tour  | Levon Aronian      | Maksim Tchigaïev                      |
| 2021  | Sotchi          | deuxième tour  | Kiril Georgiev     | (exempt au premier tour)              |
| 2023  | Bakou           | quatrième tour | Jan-Krzysztof Duda | Aydin Suleymanli, Alexander Donchenko |

## Compétitions par équipe
Parham Maghsoodloo a participé au championnat d'Asie par équipe en 2015, remportant la médaille de bronze par individuelle au troisième échiquier.
Il participa à l'olympiade d'échecs de 2016 à Bakou au deuxième échiquier de l'équipe d'Iran, marquant huit points sur 11. L'équipe d'Iran finit seizième au classement général et première du groupe B, ce qui constitue son meilleur résultat lors d'une olympiade d'échecs.
Avec l'Iran, il a remporté l'olympiade internationale des moins de seize ans en 2015 et 2016, ainsi qu'une médaille d'or au troisième échiquier en 2015 et la médaille d'or au premier échiquier en 2016.